# Zhongshan (socken i Kina, Shandong)
Zhongshan (kinesiska: 仲山乡, 仲山) är en socken i Kina. Den ligger i provinsen Shandong, i den östra delen av landet, omkring 160 kilometer sydväst om provinshuvudstaden Jinan. Antalet invånare är 56163. Befolkningen består av 27 727 kvinnor och 28 436 män. Barn under 15 år utgör 23,0 %, vuxna 15-64 år 66 %, och äldre över 65 år 9,0 %.
Genomsnittlig årsnederbörd är 685 millimeter. Den regnigaste månaden är juli, med i genomsnitt 197 mm nederbörd, och den torraste är januari, med 3 mm nederbörd.